# Symphonic Music of Yes
 (février 2024).
La mise en forme du texte ne suit pas les recommandations de Wikipédia : il faut le « wikifier ».
Les points d'amélioration suivants sont les cas les plus fréquents :
- Les titres sont pré-formatés par le logiciel. Ils ne sont ni en capitales, ni en gras.
- Le texte ne doit pas être écrit en capitales (les noms de famille non plus), ni en gras, ni en italique, ni en « petit »…
- Le gras n'est utilisé que pour surligner le titre de l'article dans l'introduction, une seule fois.
- L'italique est rarement utilisé : mots en langue étrangère, titres d'œuvres, noms de bateaux, etc.
- Les citations ne sont pas en italique mais en corps de texte normal. Elles sont entourées par des guillemets français : « et ».
- Les listes à puces sont à éviter, des paragraphes rédigés étant largement préférés. Les tableaux sont à réserver à la présentation de données structurées (résultats, etc.).
- Les appels de note de bas de page (petits chiffres en exposant, introduits par l'outil «  Source ») sont à placer entre la fin de phrase et le point final[comme ça].
- Les liens internes (vers d'autres articles de Wikipédia) sont à choisir avec parcimonie. Créez des liens vers des articles approfondissant le sujet. Les termes génériques sans rapport avec le sujet sont à éviter, ainsi que les répétitions de liens vers un même terme.
- Les liens externes sont à placer uniquement dans une section « Liens externes », à la fin de l'article. Ces liens sont à choisir avec parcimonie suivant les règles définies. Si un lien sert de source à l'article, son insertion dans le texte est à faire par les notes de bas de page.
- La présentation des références doit suivre les conventions bibliographiques. Il est recommandé d'utiliser les modèles {{Ouvrage}}, {{Chapitre}}, {{Article}}, {{Lien web}} et/ou {{Bibliographie}}. Le mode d'édition visuel peut mettre en forme automatiquement les références.
- Insérer une infobox (cadre d'informations à droite) n'est pas obligatoire pour parachever la mise en page.

Pour une aide détaillée, merci de consulter Aide:Wikification.
Si vous pensez que ces points ont été résolus, vous pouvez retirer ce bandeau et améliorer la mise en forme d'un autre article.
Symphonic Music of Yes est un album de 1993 de l'Orchestre philharmonique de Londres, reprenant des chansons du groupe de rock progressif Yes, avec l'English Chamber Orchestra et le London Community Gospel Choir. Les arrangements ont été réalisés par Dee Palmer. Le guitariste de Yes Steve Howe et le batteur de Yes Bill Bruford jouaient sur l'album. Certains morceaux mettaient également en vedette le chanteur de Yes, Jon Anderson, ainsi que le claviériste supplémentaire de ABWH, Julian Colbeck.

## Liste des pistes
- Musique de Yes; Organisé et dirigé par Dee Palmer

1. "Roundabout" – 6:10
2. "Close to the Edge" – 7:39
3. "Wonderous Stories" – 3:52
4. "I've Seen All Good People" – 3:50
5. "Mood for a Day" – 3:03
6. "Owner of a Lonely Heart" – 4:43
7. "Survival" – 4:16
8. "Heart of the Sunrise" – 7:49
9. "Soon" – 6:17
10. "Starship Trooper" – 7:17

## Personnel
Musiciens
- Jon Anderson – chant (sur les pistes 1 et 4)
- Steve Howe – guitare électrique, guitares acoustiques 6 et 12 cordes, guitare espagnole, steel guitar, guitare Dobro, mandoline, chœurs
- Dee Palmer – synthétiseur, piano à queue, vocodeur, orgue Hammond
- Tim Harries – basse
- Bill Bruford – batterie
- L'Orchestre philharmonique de Londres sur les titres 1 à 4, 6, 8 à 10
- Le London Community Gospel Choir sur les pistes 4 et 7
- L'English Chamber Orchestra (ECO) sur les pistes 5 et 7

Production
- Roger Dean – œuvre d’art
- Pete Smith – producteur exécutif
- Steve Vining – producteur exécutif
- Alan Parsons – mixeur d'orchestre et ingénieur du son